# تراس-وودروی، کبک
تراس-وودروی (به فرانسوی: Terrasse-Vaudreuil) شهری در منطقه شهری وودروی-سولانژ ناحیه مونترژی در استان کبک کانادا است. در سرشماری سال ۲۰۱۱ این شهر ۲٬۰۸۶ نفر جمعیت داشته‌است و مساحت آن ۱٫۰۸ کیلومتر مربع است.